# Karma (Bačko-kiškunska županija, Mađarska)
Karma (mađ. Körme, Körmepuszta ) je selo u jugoistočnoj Mađarskoj.

## Upravna organizacija
Upravno pripada kalačkoj mikroregiji u Bačko-kiškunskoj županiji. Pripada naselju Voktovu.

## Stanovništvo
Stanovnike se naziva Karmanašima i Karmanaškinjama.